# Миодраг Сувајац
Миодраг Сувајац (Пријебљези, 14. фебруар 1954 — Бања Лука, 4. новембар 2023) био је пуковник Војске Републике Српске и командант 1. србачке лаке пјешадијске бригаде.

## Биографија
Рођен је 1954. у селу Пријебљези, општина Србац. Основну школу завршио је у Разбоју, а средњу Шумарско-техничку школу на Илиџи. Завршио је Економски факултет у Сарајеву и Високо Војно-политичку школу у Београду. У току службе у ЈНА обављао је низ одговорних дужности. Рат у Босни и Херцеговини затиче га у Бањој Луци у чину мајора. Од команданта 1. Крајишког корпуса Момира Талића добија наређење да у Србцу формира лаку Бригаду. Бригада је свечано постројена 7. јуна 1992. године на фудбалском игралишту у Малим Ситнешима.
Послије рата командовао је 256. моторизованом бригадом ВРС, а потом је радио у Генералштабу Војске Републике Српске. Пензионисан је 2002. године. За свој рад је више пута одликован и награђиван између осталог и највишим општинским признањем, Повељом општине Србац. Сахрањен је 6. новембра 2023. на гробљу у Пријебљезима.